# ما قبل الكمبري
ما قبل الكمبري (باللاتينية: Precambrian) وتختصر (pЄ)، ويطلق عليه أحيانا اسم دهر الحياة الخفية (باللاتينية: Cryptozoic). وهي اقدم فترة زمنية من تاريخ الأرض محددة قبل دهر البشائر. سمي هذا العصر بهذا الاسم لأنه سبق الكمبري، العصر الأول من دهر البشائر، والذي سمي نسبة إلى الاسم اللاتيني لويلز (كمبريا)، وذلك لأنه تمت دراسة صخور هذا العصر لأول مرة هناك. يمثل عصر ما قبل الكمبري نسبة 88% من الزمن الجيولوجي للأرض، حيث أمتد من 4567 إلى 538.8  ± 0.6 مليون سنة مضت، لمدة 4028.2 مليون سنة تقريبا.
يعتبر ما قبل الكمبري وحدة غير رسمية في الزمن الجيولوجي، وينقسم إلى ثلاث دهور (الجهنمي، السحيق، الطلائع) في المقياس الزمني الجيولوجي. يمتد من بدء تكوين الأرض أي منذ حوالي 4.6 مليار سنة وحتى بداية العصر الكمبري أي قبل حوالي 541 مليون سنة، عندما ظهرت لأول مرة المخلوقات ذات القشرة الصلبة بكثرة.

## نظرة عامة
لا يعرف عن عصر ما قبل الكمبري إلا القليل، بالرغم من أنها تشكل ما يقرب من سبعة أثمان تاريخ الأرض، وأكثر ما تم اكتشافه كان في العقد 1960 وما بعده. يعتبر السجل الأحفوري لما قبل الكمبري فقير جدا مقارنة بدهر البشائر، أما الأحافير لما قبل الكمبري (مثل رقائق ستروماتوليت) فهي ذات دراسة طبقية حيوية محدودة. وذلك لأن العديد من صخور ما قبل الكمبري متحولة بشكل كبير، وتخفي أصولها، في حين أن الأخرى إما أنها تدمرت بسبب التآكل، أو لا تزال مدفونة بعمق تحت طبقات دهر البشائر.
يُعتقد أن الأرض تكونت من مواد موجودة في مدار الشمس قبل حوالي 4,543 مليون سنة، وربما تكون قد تعرضت للاصطدام بكويكب كبير (بحجم المريخ) بعد تشكلها بوقت قصير، مسببا بانقسام المواد التي تشكلت منها لتشكل القمر (انظر فرضية الاصطدام العملاق). وتكونت القشرة الأرضية واستقرت على ما تبدو عليها قبل 4,433 مليون سنة، منذ تحديد عمر بلورات الزركون في أستراليا الغربية قبل 4,404 ± 8 مليون سنة.
إن مصطلح «ما قبل الكمبري» لا يزال شائع بين الجيولوجيين وعلماء الحفريات في النقاشات العامة التي لا تتطلب أسماء أكثر تحديدا للدهور. في عام 2010 اعتبرت هيئة المسح الجيولوجي الأمريكي إن هذا المصطلح غير رسمي، بسبب افتقاره إلى الترتيب الطبقي.

## الأقسام الفرعية
| الأمد       | الدهر   | الحقبة          | العصر | أهم الأحداث | البداية (م.س.مضت) |
| ----------- | ------- | --------------- | --- | --- | ----------------- |
| قبل الكمبري | الطلائع | الطلائع الحديثة | الإدياكاري | - أحداث جيولوجية: تكون جبال تاكونيك في أمريكا الشمالية. تكون سلسلة ارافالي [الإنجليزية] في شبه القارة الهندية. بداية تكون جبال عموم أفريقيا، مما أدى إلى تكوين قارة بانوتيا العملاقة القصيرة العمر في العصر الإدياكاري، والتي انقسمت بحلول نهاية العصر إلى لورنشيا، وبلطيقيا، وسيبيريا، وغندوانا. بداية تكون جبال بيترمان [الإنجليزية] في القارة الاسترالية. تكون جبال بيردمور في القارة القطبية الجنوبية قبل (633 - 620 مليون سنة). تشكل طبقة الأوزون. زيادة مستويات المعادن في المحيطات. - أحداث حيوية : أحافير بحالة جيدة لحيوانات بدائية. ازدهار الحيويات الإدياكارية واتنتشارها بجميع البحار، وربما ظهرت بعد انفجار، أو بسبب حدث أكسدة كبير. ظهور حيوانات الفيندوبيونتا (تقارب غير معروف بين الحيوانات)، واللاسعات، وثنائيات التناظر. تشمل حيوانات الفينودوزوان الغامضة العديد من المخلوقات الهلامية اللينة على شكل أكياس أو أقراص أو لحاف (مثل الديكينسونيا). آثار حفرية بسيطة قد تكون لشبيهات الدودة مثل جحور تريبتكنوس وغيرها.                                                                               | ≈635              |
| قبل الكمبري | الطلائع | الطلائع الحديثة | الكرايوجيني | - أحداث جيولوجية: قد يكون عصر "الكرة الأرضية الثلجية". أواخر التناقص التدريجي لتكون جبال روكر/نيمرود في القارة القطبية الجنوبية. - أحداث حيوية : لاتزال الأحافير نادرة. ظهور حفريات حيوانية غير مثيرة للجدل. ظهور الفطريات الأرضية والنباتات الملتوية الافتراضية. | ≈720              |
| قبل الكمبري | الطلائع | الطلائع الحديثة | التوني | - أحداث جيولوجية: حدوث التجمع النهائي للقارة العظمى رودينيا في أوائل العصر التوني، مع بداية الانفصال منذ حوالي 800 مليون سنة. انتهى تكون جبال سفكونورويجيان. تناقص تدريجي لتكون جبال جرينفيل في أمريكا الشمالية. تكون بحيرة روكر/نيمرود في القارة القطبية الجنوبية قبل (1,000 ± 150 مليون سنة). تكون جبال إدمونديان (920 - 850 مليون سنة مضت) في مجمع غازكوين غرب استراليا. بداية ترسب حوض أديلايد العظيم وحوض سنتراليان العظيم في القارة الأسترالية. - أحداث حيوية : أول الحيوانات الافتراضية (من البعديات الصحيحة) وطبقات الطحالب الأرضية. ظهور العديد من الأحداث التكافلية الداخلية المتعلقة بالطحالب الحمراء والخضراء، التي تنقل البلاستيدات إلى الطحالب الداكنة (مثل الدياتومات والطحالب البنية) والسوطيات الدوارة ومخفيات النبت ولمسيات النبت والطحالب الحنديرية (ربما بدأت الأحداث في حقبة الطلائع الوسطى) في حين ظهرت أيضًا أولى الريتاريات (مثل المثقبات): تنوع حقيقيات النوى بسرعة، بما في ذلك الطحالب والحيوانات حقيقية النوى وأشكال التمعدن الحيوي. وجود أثار حفريات بسيطة لحقيقيات النوى متعددة الخلايا. | 1000              |
| قبل الكمبري | الطلائع | الطلائع الوسطى  | الستني | - أحداث جيولوجية: أحزمة ضيقة جدا لصخور متحولة بسبب تكون الجبال عندما تشكلت القارة العظمى رودينيا، المحاطة بالمحيط الأفريقي. بداية تكون جبال سفكونورويجيان. احتمال بداية التكون المـتأخر لجبال روكر/نيمرود في القارة القطبية الجنوبية. تكون جبال وكتلة مسجريف وسط استراليا (تقريبا 1080 مليون سنة مضت). - أحداث حيوية : تناقص الستروماتوليت مع تكاثر الطحالب. | 1200              |
| قبل الكمبري | الطلائع | الطلائع الوسطى  | الإكتاسي | - أحداث جيولوجية: استمرار توسع أغطية الرواسب البركانية. تكون جبال جرينفيل في أمريكا الشمالية. تفكك قارة كولومبيا العملاقة. - أحداث حيوية : نشأت مستعمرات الطحالب الخضراء في البحار. | 1400              |
| قبل الكمبري | الطلائع | الطلائع الوسطى  | الكالمي | - أحداث جيولوجية: توسع غطاء الرواسب البركانية. تكون جبال باراموندي عند حوض مكارثر في أستراليا الشمالية، وتكون جبال أيسان (تقريبا 1,600 مليون سنة مضت). وتكون كتلة جبل إيزا، كوينزلاند. - أحداث حيوية : ظهور البلاستيديات العتيقة (أول كائنات حقيقية النواة تحتوي على بلاستيدات من البكتيريا الزرقاء؛ مثل الطحالب الحمراء والخضراء) وخلفيات السوط (التي أدت إلى ظهور أول الفطريات والبعديات الصحيحة). بدأت الاكريتارك (ربما بقايا الطحالب البحرية) في الظهور في السجل الأحفوري. | 1600              |
| قبل الكمبري | الطلائع | الطلائع القديمة | الستاثري | - أحداث جيولوجية: نشوء قارة كولومبيا العملاقة باعتبارها ثاني أقدم قارة عظمى بلا منازع. نهاية تكون جبال كيمبان في القارة الاسترالية. تكون جبال يابنكو على راسخة يلجارن غرب أستراليا. تكون جبال مانجارون قبل (1,680 - 1,620 مليون سنة) في غازكوين غرب أستراليا. تكون جبال كاراران (1,650 مليون سنة مضت) في راسخة جولر جنوب أستراليا. - أحداث حيوية : أول ظهور لحقيقيات النوى الغير المثيرة للجدل: الطلائعيات ذات النوى ونظام الغشاء الداخلي. انخفاض مستويات الأكسجين مرة أخرى. | 1800              |
| قبل الكمبري | الطلائع | الطلائع القديمة | الأوروسيري | - أحداث جيولوجية: تكون حوضي فريدفورت وسودبوري بسبب اصطدام كويكب. الكثير من تكون الجبال. تكون جبال بينوكان وترانس هودسون في أمريكا الشمالية. تكون حديث لجبال روكر في القارة القطبية الجنوبية (تقريبا 2,000 - 1,700 مليون سنة مضت). تكون جبال وتضاريس جلنبر في قارة أستراليا (تقريبا 2,005 - 1,920 مليون سنة مضت). تكون جبال كيمبان، بداية راسخة جولر في القارة الاسترالية. - أحداث حيوية : أصبح الأكسجين متوفر في غلاف الأرض الجوي خلال ظهور المزيد من ستروماتوليت البكتيريا الزرقاء. | 2050              |
| قبل الكمبري | الطلائع | الطلائع القديمة | الرياسي | - أحداث جيولوجية: تشكل تجمع براكين بوشفيلد [الإنجليزية]. غمر جليدي الهيوروني. تفكك قارة كينورلاند العظمى. - أحداث حيوية : أول كائنات حقيقية النواة افتراضية. كائنات فرانسفيلية الحية [الإنجليزية] متعددة الخلايا. | 2300              |
| قبل الكمبري | الطلائع | الطلائع القديمة | السيدري | - أحداث جيولوجية: تكون جبال سليفورد في راسخة جولر في القارة الاسترالية خلال (2,440 - 2,420 مليون سنة مضت). - أحداث حيوية : زيادة الأكسجين وحدث الأكسدة الكبير (بسبب البكتيريا الزرقاء). | 2500              |
| قبل الكمبري | السحيق  | السحيقة الحديثة | - أحداث جيولوجية: استقرار معظم الركائز القارية الحديثة؛ احتمال حدوث انقلاب الوشاح (غلاف نواة الأرض). تكون جبال إنسل (2,650 ± 150 مليون سنة مضت). بدأ تشكل الحزام الأخضر أبيتيبي المعروفة بالوقت الحاضر بأونتاريو وكيبك، وأسقرت قبل (2,600 مليون سنة). أول قارة عظمى غير مثيرة للجدل، كينورلاند. - أحداث حيوية : أول بدائيات النوى الأرضية. | - أحداث جيولوجية: استقرار معظم الركائز القارية الحديثة؛ احتمال حدوث انقلاب الوشاح (غلاف نواة الأرض). تكون جبال إنسل (2,650 ± 150 مليون سنة مضت). بدأ تشكل الحزام الأخضر أبيتيبي المعروفة بالوقت الحاضر بأونتاريو وكيبك، وأسقرت قبل (2,600 مليون سنة). أول قارة عظمى غير مثيرة للجدل، كينورلاند. - أحداث حيوية : أول بدائيات النوى الأرضية. | 2800              |
| قبل الكمبري | السحيق  | السحيقة الوسطى  | - أحداث جيولوجية: نشوء جبال همبولت في القارة القطبية الجنوبية. بداية تشكل مجمع نهر بليك ميغاكالديرا [الإنجليزية] المعروفة في الوقت الحاضر بأونتاريو وكيبيك، وأنتهت نحو (2,696 مليون سنة مضت). - أحداث حيوية : أولى صخور الستروماتوليت (قد تكون الطحالب الخضراء المزرقة الاستعمارية). أقدم أحافير كبيرة. | - أحداث جيولوجية: نشوء جبال همبولت في القارة القطبية الجنوبية. بداية تشكل مجمع نهر بليك ميغاكالديرا [الإنجليزية] المعروفة في الوقت الحاضر بأونتاريو وكيبيك، وأنتهت نحو (2,696 مليون سنة مضت). - أحداث حيوية : أولى صخور الستروماتوليت (قد تكون الطحالب الخضراء المزرقة الاستعمارية). أقدم أحافير كبيرة. | 3200              |
| قبل الكمبري | السحيق  | السحيقة المبكرة | - أحداث جيولوجية: ربما تكون أقدم راسخة على الأرض (مثل الدرع الكندي وراسخة بيلبرا) قد تشكلت خلال هذه الفترة. نشوء جبال راينر في القارة القطبية الجنوبية. - أحداث حيوية : تنوع العتائق البدائية النواة (مثل الميثانوجينات) والبكتيريا (مثل البكتيريا الزرقاء) بسرعة، جنبًا إلى جنب مع الفيروسات المبكرة. أول بكتيريا معروفة منتجة للأكسجين بالتغذية الضوئية. أقدم أحافير دقيقة. أول حصيرة ميكروبية. | - أحداث جيولوجية: ربما تكون أقدم راسخة على الأرض (مثل الدرع الكندي وراسخة بيلبرا) قد تشكلت خلال هذه الفترة. نشوء جبال راينر في القارة القطبية الجنوبية. - أحداث حيوية : تنوع العتائق البدائية النواة (مثل الميثانوجينات) والبكتيريا (مثل البكتيريا الزرقاء) بسرعة، جنبًا إلى جنب مع الفيروسات المبكرة. أول بكتيريا معروفة منتجة للأكسجين بالتغذية الضوئية. أقدم أحافير دقيقة. أول حصيرة ميكروبية. | 3600              |
| قبل الكمبري | السحيق  | السحيقة الأولى  | - أحداث جيولوجية: نهاية القصف الشديد المتأخر. نشوء جبال نابير في القارة القطبية الجنوبية، منذ 4,000 ± 200 مليون سنة. - أحداث حيوية : أول الكائنات الحية الغير مثيرة للجدل: في البداية كانت الخلايا الأولية تحتوي على جينات تعتمد على الحمض النووي الريبوزي (RNA) (حوالي 4,000 مليون سنة مضت)، وبعد ذلك تطورت الخلايا الحقيقية (بدائيات النوى) جنبًا إلى جنب مع البروتينات والجينات المعتمدة على الحمض النووي منذ حوالي 3,800 مليون سنة. | - أحداث جيولوجية: نهاية القصف الشديد المتأخر. نشوء جبال نابير في القارة القطبية الجنوبية، منذ 4,000 ± 200 مليون سنة. - أحداث حيوية : أول الكائنات الحية الغير مثيرة للجدل: في البداية كانت الخلايا الأولية تحتوي على جينات تعتمد على الحمض النووي الريبوزي (RNA) (حوالي 4,000 مليون سنة مضت)، وبعد ذلك تطورت الخلايا الحقيقية (بدائيات النوى) جنبًا إلى جنب مع البروتينات والجينات المعتمدة على الحمض النووي منذ حوالي 3,800 مليون سنة. | 4031              |
| قبل الكمبري | الجهنمي | الجهنمي         | - أحداث جيولوجية: تشكل صخور بروتوليت كأقدم صخور معروفة (أكاستا نايس) منذ تقريبا 4,031 إلى 3,580 مليون سنة. أول ظهور محتمل للصفائح التكتونية. نهاية مرحلة القصف المبكر. أقدم معدن معروف هو ""الزركون"" ويقدر عمره من قبل (4406 ± 8 مليون سنة). تشكل المحيطات الأولى بسبب الكويكبات والمذنبات التي جلبت الماء إلى الأرض. تكون القمر (4,510 مليون سنة مضت) من مواد ممزقة من الأرض بسبب الاصطدام الكبير. تكون الأرض (4,543 إلى 4,540 مليون سنة مضت). - أحداث حيوية: أول أشكال الحياة الافتراضية. أقدم الحفريات هي الستروماتوليت المكونة من كائنات دقيقة قادرة على التركيب الضوئي. وجود محتمل للحياة البيولوجية في أعمار أكبر بكثير مما كان يُعتقد سابقًا. | - أحداث جيولوجية: تشكل صخور بروتوليت كأقدم صخور معروفة (أكاستا نايس) منذ تقريبا 4,031 إلى 3,580 مليون سنة. أول ظهور محتمل للصفائح التكتونية. نهاية مرحلة القصف المبكر. أقدم معدن معروف هو ""الزركون"" ويقدر عمره من قبل (4406 ± 8 مليون سنة). تشكل المحيطات الأولى بسبب الكويكبات والمذنبات التي جلبت الماء إلى الأرض. تكون القمر (4,510 مليون سنة مضت) من مواد ممزقة من الأرض بسبب الاصطدام الكبير. تكون الأرض (4,543 إلى 4,540 مليون سنة مضت). - أحداث حيوية: أول أشكال الحياة الافتراضية. أقدم الحفريات هي الستروماتوليت المكونة من كائنات دقيقة قادرة على التركيب الضوئي. وجود محتمل للحياة البيولوجية في أعمار أكبر بكثير مما كان يُعتقد سابقًا. | 4567              |

لقد تطورت المصطلحات لتغطي السنوات الأولى لوجود الأرض لأن التأريخ الإشعاعي حدد تواريخ حقيقية لتكونات وميزات معينة. ينقسم عصر ما قبل الكمبري إلى ثلاثة دهور: الطلائع، والسحيق، والجهنمي.
- دهر الطلائع: وهي الفترة الزمنية من حدود عصر الكمبري السفلي. لذلك يستخدم مرادف «ما قبل الكمبري»، فهو يشمل كل شيء قبل حدود عصر الكمبري. ينقسم دهر الطلائع إلى ثلاثة حقب: حديثة، ووسطى، وقديمة.
  - الطلائع الحديثة:(1000 -  538.8  ± 0.6 مليون سنة مضت). الحقبة الجيولوجية الصغرى لدهر الطلائع. وتوافق هذه الحقبة صخور «ما قبل الكمبري Z» لجيولوجيا أمريكا الشمالية القديمة.
    - العصر الإدياكاري:(≈ 635 -  538.8  ± 0.6 مليون سنة مضت). أصغر عصر جيولوجي في حقبة الطلائع الحديثة. تم تحديده في «المقياس الزمني الجيولوجي لعام 2012». وفي هذا العصر ظهرت حيوانات الإدياكاري.
    - العصر البارد:(≈ 720 - ≈ 635 مليون سنة مضت). العصر الأوسط في حقبة الطلائع الحديثة.
    - التوني:(1000 - ≈ 720 مليون سنة مضت). أقدم عصر في حقبة الطلائع الحديثة.

  - الطلائع الوسطى:(1600 -  1000 مليون سنة مضت). الحقبة الوسطى من دهر الطلائع. وتوافق هذه الحقبة صخور «ما قبل الكمبري Y» لجيولوجيا أمريكا الشمالية القديمة.
  - الطلائع القديمة:(2500 -  1600 مليون سنة مضت). أقدم حقبة من دهر الطلائع. وتوافق هذه الحقبة صخور «ما قبل الكمبري X» لجيولوجيا أمريكا الشمالية القديمة.
- الدهر السحيق:(4031 -  2500 مليون سنة مضت).
- الدهر الجهنمي:(4567 -  4031 مليون سنة مضت). يشير هذا المصطلح في الأصل لتغطية الوقت قبل أي ترسب لصخور محفوظة، بالرغم من أن بعض بلورات الزركون قبل 4,400 مليون سنة تظهِر وجود القشرة في الدهر الجهنمي. وتأتي سجلات أخرى في هذا الدهر من القمر والنيازك.[26]

تم اقتراح تقسيم عصر ما قبل الكمبري إلى دهور وحقب تعكس مراحل تطور الكواكب، بدلا من المخطط الحالي القائم على الأعمار العددية. ومثل هذا النظام يمكن أن يعتمد على الأحداث في السجل الطبقي وأن يتم تحديدها من قبل القطاع المعياري للحدود والطبقات (GSSPs). يمكن تقسيم عصر ما قبل الكمبري إلى خمسة دهور «طبيعية»، كما يلي:
1. التراكم والتفاضل: وهي فترة تشكل الكواكب حتى حدث اصطدام تشكل القمر العملاق.

الدهر الجهنمي: يتسم بالقصف الثقيل الذي حدث قبل حوالي 4.51 مليار سنة (ربما تشمل فترة الأرض القديمة الباردة) وحتى نهاية القصف الشديد المتأخر
1. الدهر السحيق: وهي فترة تحددت من تشكل القشرة الأولى (حزام الحجر الأخضر إيسوا [الإنجليزية]) وحتى ترسب التشكيلات الحديدية الطبقية بسبب زيادة الأكسجين في الغلاف الجوي.
2. الانتقال: وهي فترة استمرار التشكيلات الحديدية الطبقية وحتى أول طبقات حمر قارية.
3. دهر الطلائع: وهي فترة الصفائح التكتونية الحديثة وحتى الحيوانات الأولى.

## أشكال الحياة
لا يعرف متى نشأت الحياة، ولكن وجود الكربون في الصخور التي عمرها 3.8 مليار سنة (الدهر السحيق) الموجودة في الجزر الواقعة غرب جرينلاند قد تكون ذات منشأ عضوي. وقد تم العثور حفريات مجهرية محفوظة جيدا لبكتيريا عمرها أكثر من 3.46 مليار سنة في أستراليا الغربية. وفي نفس المنطقة عثر على حفريات عمرها أكثر من 100 مليون سنة. ومع ذلك، فان هناك أدلة على أن الحياة قد تكون تطورت منذ أكثر من 4.280 مليار سنة. ويوجد سجل قوي إلى حد ما لحياة البكتيريا خلال الفترة المتبقية من عصر ما قبل الكمبري (دهر الطلائع).
رغم من وجود بعض البحوث من أمريكا الشمالية والهند لأشكال أقدم، إلا أن أول حيويات متعددة الخلايا يبدو أنها ظهرت قبل نحو 1500 مليون سنة، في حقبة الطلائع الوسطى لدهر الطلائع. وتأتي الأدلة الحفرية لاواخر العصر الإدياكاري لهذه الحياة المركبة التي أتت من طبقات لانتيان، قبل 580 مليون سنة على الأقل. كما عثر على مجموعة متنوعة من الأجسام الناعمة في مجموعة متنوعة من مواقع مختلفة من جميع أنحاء العالم ويعود تاريخها ما بين 635 و 542 مليون سنة، تسمى الحيويات الإدياكارية. وظهرت مخلوقات ذات قشرة صلبة قرب نهاية تلك الفترة الزمنية، مشكلة علامة لبداية دهر البشائر. بحلول منتصف عصر الكمبري التالي، سجل تنوع كبير من الحيوانات في طفل برجس، تشمل بعض ما قد يمثل مجموعات جذعية للأصناف الحديثة. ويسمى هذا التنوع المتزايد من أشكال الحياة خلال مطلع العصر الكمبري بانفجار الكمبري للحياة.
بينما كانت الأرض خالية من النباتات والحيوانات، فقد تغطت المناطق البرية بالبكتيريا الزرقاء وأنواع أخرى من الميكروبات التي شكلت حصائر بدائية النواة.
وتم العثور على آثار على الطين لساق يشبه الذيل حيوان منذ 551 مليون سنة.

## البيئة الكوكبية وكارثة الأكسجين

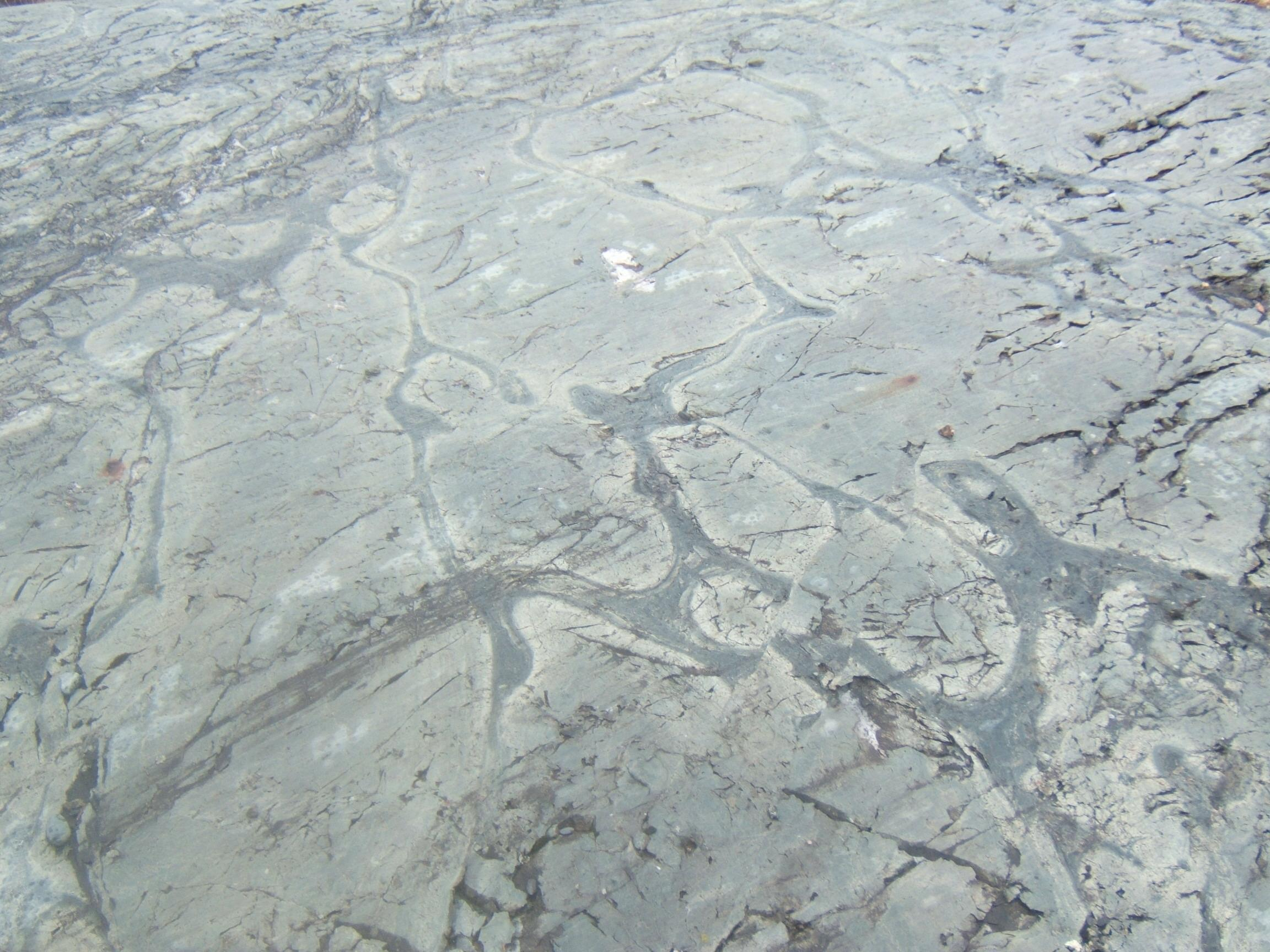
حمم وسادية مجوية من عصر ما قبل الكمبري في حزام الحجر الأخضر تيماجامي للدرع الكندي

لم تحفظ أدلة تفاصيل الحركات الصفائح التكتونية والأنشطة التكتونية لما قبل الكمبري بشكل جيد. ويعتقد أن القارات الأولية الصغيرة كانت موجودة قبل 4,280 مليون سنة، وأن معظم اليابسة في الأرض تجمعت في قارة عملاقة واحدة حوالي قبل 1,130 مليون سنة. تعرف هذه القارة الكبرى باسم رودينيا وقدت انفصلت عن بعضها قبل حوالي 750 مليون. وتم تحديد فترات جليدية تعود إلى فترة الهيوروني، امتد من 2,400 إلى 2,100 مليون سنة مضت. ومن أفضل الدراسات هي التجلد الستورتي-فارانجي الذي امتد حوالي من 850 إلى 635 مليون سنة مضت، التي قد تكون جلبت الجليد إلى خط الاستواء مما أسفر عن حدوث ما يسمى «كرة الثلج».
كان الغلاف الجوي للأرض في بداية نشأتها غامضا. ويعتقد معظم الجيولوجيين أنه كان يتألف بشكل أساسي من النيتروجين، وثاني أكسيد الكربون، وغيرها من الغازات الخاملة نسبيا، وكان يفتقر إلى الأكسجين الحر. ومع ذلك فهناك أدلة عن أن الجو كان غني بالأكسجين منذ بداية الدهر السحيق.
لا يزال يعتقد في الوقت الحاضر أن الأكسجين الجزيئي لم يكن جزءا كبيرا من الغلاف الجوي للأرض إلا بعد تطور أشكال الحياة الضوئية وبداية إنتاجه بكميات كبيرة كمنتج ثانوي من عملية الأيض. وقد سبب هذا التحول الجذري من خامل كيميائي إلى جو مؤكسد في أزمة بيئية، تسمى أحيانا كارثة الأكسجين. في البداية، كان الأكسجين يتحد بشكل سريع مع العناصر الأخرى في قشرة الأرض، وفي المقام الأول الحديد، وتزيله من الجو. بعد نفاد إمدادات الأسطح المؤكسدة، بدأ الأكسجين بالتراكم في الغلاف الجوي، ثم تتزايد كميات الأكسجين في الغلاف الجوي الحديث. والدليل على ذلك يكمن في الصخور القديمة التي تحتوي على تشكيلات حديدية طبقية ضخمة تكونت من أكسيد الحديد.

## القارات العظمى
سببت حركة الصفائح الأرضية في تشكل وتفكك القارات مع مرور الوقت، بما في ذلك تشكل عرضي لقارة عظمى تحتوي على معظم أو كل اليابسة. وأقدم قارة عظمى عرفت كانت فالبارا، والتي تشكلت من قارات أولية حتى أصبحت قارة عظمى قبل 3.636 مليار سنة. تفككت فالبارا ما بين 2.845 – 2.803 مليار سنة مضت. ثم تشكيل قارة كينورلاند العظمى قبل 2.72 مليار سنة، وتفككت في ما بعد ما بين 2.45 - 2.1 مليار سنة مضت إلى عدة كراتونات لقارات أولية تسمى لورنشيا، وبلطيقيا، ويلجارن وكالاهاري. وتشكلت قارة كولومبيا العظمى أو نونا ما بين 2.06 و 1.82 مليار سنة مضت، وتفككت قبل حوالي 1.5 إلى 1.35 مليار سنة.[إخفاق التحقق] ويُعتقد أن قارة رودينيا العظمى قد تشكلت قبل حوالي 1.13 - 1.071 مليار سنة، لتشمل معظم أو كل قارات الأرض وانفصالها إلى ثمان قارات قبل حوالي 750-600 مليون سنة.